# Florian Lutz (Regisseur)
Florian Lutz (* 1979 in Köln) ist ein deutscher Opernregisseur und Intendant.

## Leben
Florian Lutz ist der Sohn des Kulturkorrespondenten Frieder Reininghaus und Bruder der Schauspielerin Sophie Lutz.
Er studierte Philosophie, Kunstgeschichte und Musikwissenschaften an der Humboldt-Universität zu Berlin, seinen Zivildienst absolvierte er in Israel. 2006 bis 2008 wurde Lutz mit einem Stipendium der „Akademie Musiktheater heute“ gefördert. Seine erste Inszenierung einer Oper aus der klassischen Opernliteratur war 2006 Orfeo ed Euridice in Gera. 2010 inszenierte er Lucia di Lammermoor in Braunschweig und Carmen in Bonn, 2014 Tannhäuser in Lübeck.
Lutz wurde mit Beginn der Spielzeit 2016/17 Intendant der Oper Halle. Im Februar 2019 beschloss der Aufsichtsrat nach einer öffentlichen Personaldebatte, den Vertrag des Intendanten nicht über 2020/21 zu verlängern. Lutz verließ das Opernhaus Halle bereits am 31. Juli 2020. Ein Grund dafür war der dramatische Einbruch der Abonnentenzahl und der Auslastung. Dem Bühnenbildner Sebastian Hannak wurde unter Lutz’ Intendanz der Theaterpreis Faust verliehen.
Zur Spielzeit 2021/22 wurde er Intendant des Staatstheaters Kassel. 2022 wurde er mit dem Deutschen Theaterpreis Der Faust in der Kategorie Inszenierung Musiktheater für Wozzeck am  Staatstheater Kassel ausgezeichnet.
Seit Herbst 2023 befinden sich das Orchester, aber nur ein kleiner Teil der Belegschaft, in einem massiven Konflikt mit Lutz, der durch künstlerische Entscheidungen („Raumbühne“) und seinen Führungsstil ausgelöst wurde.
Florian Lutz ist Vater einer Tochter.